# Pestonjee
Pestonjee ist ein indischer Spielfilm der Regisseurin Vijaya Mehta aus dem Jahre 1987. Er spielt im Bombay der 1950er und 60er Jahre in der Gemeinschaft der Parsen.

## Handlung
Phiroj, ein eher zurückhaltender Buchhalter, und Pestonjee, ein lebhafter Geschäftsmann, sind Freunde. Beide sind bereits im mittleren Alter und noch Junggesellen, bemühen sich aber um eine passende Frau. Unabhängig voneinander begutachten sie Jeroo im Kreise ihrer Familie. Während Phiroj sich bei seinem Besuch sofort in Jeroo verliebt, aber zögerlich ist, entscheidet sich Pestonjee für sie und Phiroj ist schockiert, als er Jeroo plötzlich als Braut seines Freundes sieht. Er steckt seine Gefühle zurück und bleibt mit dem Paar befreundet. Phiroj schreibt sich mit ihnen auch noch, als er eine Stelle außerhalb Bombays annimmt und wegzieht. Als er bei einem Kurzbesuch feststellt, dass die Ehe der beiden in Scherben liegt, macht er dies Pestonjee zum Vorwurf. Er entdeckt, dass sein Freund ein außereheliches Verhältnis mit der selbstbewussten Anwältin Soona führt. Phiroj kündigt Pestonjee die Freundschaft, doch muss nach dessen unerwartet plötzlichen Tod feststellen, dass die Situation eine völlig andere war, als er sich vorgestellt hatte.
Jeroo hat Phiroj von Anfang an nicht gemocht, sie wollte keine Kinder und war gegenüber Pestonjee abweisend, er ist deshalb eine Beziehung mit Soona eingegangen und sie haben ein gemeinsames Kind, das sie nach Phiroj benannt haben. Phiroj erkennt, dass jeder sein eigenes Leben führt und es besser ist, sich nicht in die Angelegenheiten anderer einzumischen, sondern deren Lebensentscheidungen zu akzeptieren wie sie sind.

## Hintergrund
Pestonjee basiert auf einer Kurzgeschichte von Burjor Khurshedji Karanjia aus den 1950er Jahren. Er gehört zu den wenigen Filmen, die ausschließlich Parsen und ihre Lebensgewohnheiten und Regeln in den Mittelpunkt der Handlung stellen. Schauspiel, Sprache und Ausstattung halten sich an populäre Vorstellungen über eine Gemeinschaft, die oft als besonders eigentümlich karikiert wird. Die melancholische Komödie wurde von der staatlichen indischen Filmförderung National Film Development Corporation produziert und lief erfolgreich auf Filmfestivals in Singapur, Hong Kong, Los Angeles und Hawaii.

## Auszeichnungen
Der Film wurde bei dem 35. National Film Awards als bester Film in Hindi ausgezeichnet. Die Kostümdesignerinnen Ramilla Patel und Mani Rabadi erhielten den National Film Award für das beste Kostümdesign.